# إلينا جان
إلينا جان (بالإنجليزية: Elena Jahn)‏ هي فنانة أمريكية، ولدت في 3 مايو 1938 في موسكو في الولايات المتحدة، وتوفيت في 26 نوفمبر 2014 في برونزويك في الولايات المتحدة بسبب تصلب الجلد.